# Jean-Louis Tolot
(Jean-Louis Tolot, riferendosi alle 111 presenze con la Francia di Philippe Sella)
Jean-Louis Tolot (Montagnac-sur-Auvignon, 13 giugno 1957) è un ex rugbista a 15, imprenditore e politico francese, oggi sindaco del suo paese d’origine.

## Biografia
Jean-Louis Tolot è nativo di Montagnac-sur-Auvignon, centro del Lot e Garonna a poca distanza dal capoluogo Agen.
Fu proprio nell'Agen che egli, agricoltore di famiglia, crebbe rugbisticamente, entrandovi a 14 anni e chiudendovi la carriera agonistica nel 1993, a 36.
Con tale club vinse un campionato francese nel 1982 e ne disputò in altre tre occasioni la finale, nel 1984, 1986 e 1990.
Disputò un solo incontro in Nazionale, contro lo Zimbabwe, nel corso della Coppa del Mondo di rugby 1987 che la Francia chiuse al secondo posto.
Dopo il ritiro si dedicò alla sua impresa agricola (coltivazione di cereali) e, entrato in politica, divenne nel 2001 sindaco del comune nativo di Montagnac-sur-Auvignon, carica che riveste tuttora.
È anche presidente della squadra veterani dell'Agen.

## Palmarès
- Campionati francesi: 1
Agen: 1981-82